# Lista de inscrições ao Oscar 2023 de melhor filme internacional
Esta é uma lista de inscrições ao Oscar 2023 de melhor filme internacional. A Academia de Artes e Ciências Cinematográficas (AMPAS) tem convidado as indústrias cinematográficas de vários países a apresentar seu melhor filme para o Oscar de Melhor Filme Internacional todos os anos desde que a categoria foi criada, em 1956. O prêmio é concedido anualmente pela Academia a um longa-metragem produzido fora dos Estados Unidos e que contém, principalmente, diálogos em qualquer idioma que não seja a língua inglesa. O Comitê do Prêmio de Melhor Filme Internacional supervisiona o processo e analisa todos os filmes enviados. A categoria era anteriormente chamada de Melhor Filme Estrangeiro, mas foi alterada em 2019 para Melhor Filme Internacional após a Academia considerar que a palavra "estrangeiro" estava desatualizada.
Para concorrer no Oscar de 2023, os filmes inscritos devem ter sido lançados nos cinemas em seus respectivos países entre 1.º de janeiro de 2022 e 30 de novembro de 2022. O prazo para o envio das inscrições à Academia é 3 de outubro de 2022.
No dia 21 de Dezembro de 2022, a Academia de Artes e Ciências Cinematográficas trouxe a público os 15 filmes finalistas em sua lista preliminar a indicação ao Oscar 2023. Tanto o Brasil, representado por Marte Um, quanto Portugal, por Alma Viva, ficaram de fora da lista que continha os representantes dos seguintes países: Alemanha, Argentina, Áustria, Bélgica, Camboja, Coreia do Sul, Dinamarca, França, Índia, Irlanda, Marrocos,  México, Paquistão, Polônia e Suécia.
É previsto para 24 de janeiro de 2023 o anúncios de todos os finalistas do prêmio, além dos 5 de Melhor Filme Internacional.

## Filmes inscritos
| País                 | Título usado na inscrição                     | Título original                                             | Idioma(s)                               | Diretor(es)                       | Resultado            |
| -------------------- | --------------------------------------------- | ----------------------------------------------------------- | --------------------------------------- | --------------------------------- | -------------------- |
| Albânia              | A Cup of Coffee and New Shoes On              | Një Filxhan Kafe dhe Këpucë të Reja Veshur                  | Albanês, língua de sinais albanesa      | Gentian Koçi                      | Não Indicado         |
| Alemanha             | All Quiet on the Western Front                | Im Westen Nichts Neues                                      | Alemão, Inglês                          | Edward Berger                     | Venceu               |
| Arábia Saudita       | Raven Song                                    | أغنية الغراب (ʽUghniat alghurab)                            | Árabe                                   | Mohamed Al-Salman                 | Não Indicado         |
| Argélia              | Our Brothers                                  | Nos frangins                                                | Francês                                 | Rachid Bouchareb                  | Não Indicado         |
| Argentina            | Argentina, 1985                               | Argentina, 1985                                             | Espanhol                                | Santiago Mitre                    | Indicado             |
| Armênia              | Aurora's Sunrise                              | Արշալույսի լուսաբացը (Arshaluysi lusabats’y)                | Armênio, Inglês, Turco, Curdo, Alemão   | Inna Sahakyan                     | Não Indicado         |
| Australia            | You Won't Be Alone                            | You Won't Be Alone                                          | Macedônia                               | Goran Stolevski                   | Não Indicado         |
| Áustria              | Corsage                                       | Corsage                                                     | Alemão, Francês, Inglês, Húngaro        | Marie Kreutzer                    | Indicado a Shortlist |
| Azerbaijão           | Creators                                      | Yaradanlar                                                  | Azerbaijão, Russo                       | Shamil Aliyev                     | Não Indicado         |
| Bangladesh           | Hawa                                          | হাওয়া (Hawa)                                                  | Bengali                                 | Mejbaur Rahman Sumon              | Não Indicado         |
| Bélgica              | Close                                         | Close                                                       | Francês, Holandês                       | Lukas Dhont                       | Indicado             |
| Bolívia              | Utama                                         | Utama                                                       | Quechua, Espanhol                       | Alejandro Loayza Grisi            | Não Indicado         |
| Bósnia e Herzegovina | A Ballad                                      | Balada                                                      | Bósnio                                  | Aida Begić                        | Não Indicado         |
| Brasil               | Mars One                                      | Marte Um                                                    | Português                               | Gabriel Martins                   | Não Indicado         |
| Bulgária             | In the Heart of the Machine                   | В сърцето на машината (V sŭrtseto na mashinata)             | Búlgaro                                 | Martin Makariev                   | Não Indicado         |
| Camarões             | The Planter's Plantation                      | The Planter's Plantation                                    | Pidgin, Línguas dos Camarões            | Dingha Young Eystein              | Não Indicado         |
| Camboja              | Return to Seoul                               | Retour à Séoul                                              | Francês, Coreano, Inglês                | Davy Chou                         | Indicado a Shortlist |
| Canadá               | Eternal Spring                                | 長春 (Chángchūn)                                            | Mandarin, English                       | Jason Loftus                      | Não Indicado         |
| Cazaquistão          | Life                                          | Жизнь (Zhizn′)                                              | Russo, Cazaque                          | Emir Baigazin                     | Não Indicado         |
| Chéquia              | Il Boemo                                      | Il Boemo                                                    | Italiano, Alemão, Tcheco                | Petr Václav                       | Não Indicado         |
| Chile                | Blanquita                                     | Blanquita                                                   | Espanhol                                | Fernando Guzzoni                  | Não Indicado         |
| China                | Nice View                                     | 奇迹·笨小孩 (Qi ji ben xiao hai)                            | Mandarin                                | Wen Muye                          | Não Indicado         |
| Colômbia             | The Kings of the World                        | Los reyes del mundo                                         | Espanhol                                | Laura Mora Ortega                 | Não Indicado         |
| Coreia do Sul        | Decision to Leave                             | 헤어질 결심 (Heojil kyolshim)                               | Coreano, Mandarim                       | Park Chan-wook                    | Indicado a Shortlist |
| Costa Rica           | Domingo and the Mist                          | Domingo y la niebla                                         | Espanhol                                | Ariel Escalante                   | Não Indicado         |
| Croácia              | Safe Place                                    | Sigurno mjesto                                              | Croata                                  | Juraj Lerotić                     | Não Indicado         |
| Dinamarca            | Holy Spider                                   | عنکبوت مقدس (Eankbut muqadas)                               | Persa                                   | Ali Abbasi                        | Indicado a Shortlist |
| Equador              | Lo Invisible                                  | Lo invisible                                                | Espanhol                                | Javier Andrade                    | Não Indicado         |
| Eslováquia           | Victim                                        | Oběť                                                        | Tcheco, Ucraniano                       | Michal Blaško                     | Não Indicado         |
| Eslovênia            | Orchestra                                     | Orkester                                                    | Esloveno, Alemão                        | Matevž Luzar                      | Não Indicado         |
| Espanha              | Alcarràs                                      | Alcarràs                                                    | Catalan                                 | Carla Simón                       | Não Indicado         |
| Estónia              | Kalev                                         | Kalev                                                       | Estoniano, Russo                        | Ove Musting                       | Não Indicado         |
| Filipinas            | On the Job: The Missing 8                     | On the Job: The Missing 8                                   | Filipino, Inglês                        | Erik Matti                        | Não Indicado         |
| Finlândia            | Girl Picture                                  | Tytöt tytöt tytöt                                           | Finlandês, Francês                      | Alli Haapasalo                    | Não Indicado         |
| França               | Saint Omer                                    | Saint Omer                                                  | Francês                                 | Alice Diop                        | Indicado a Shortlist |
| Geórgia              | A Long Break                                  | დიდი შესვენება (Didi shesveneba)                            | Georgiana                               | Davit Pirtskhalava                | Não Indicado         |
| Grécia               | Magnetic Fields                               | Μαγνητικά Πεδία (Magnitika pedia)                           | Grego                                   | Yorgos Goussis                    | Não Indicado         |
| Guatemala            | The Silence of the Mole                       | El silencio del topo                                        | Espanhol                                | Anäis Taracena                    | Não Indicado         |
| Hong Kong            | Where the Wind Blows                          | 風再起時 (Fung Zoi Hei Si)                                  | Cantonês                                | Philip Yung                       | Não Indicado         |
| Hungria              | Blockade                                      | Blokád                                                      | Húngara                                 | Ádám Tõsér                        | Não Indicado         |
| Índia                | Last Film Show                                | છેલ્લો શો (Chhello Show)                                        | Guzerate                                | Pan Nalin                         | Indicado a Shortlist |
| Indonésia            | Missing Home                                  | Ngeri-Ngeri Sedap                                           | Toba Batak, Indonésio                   | Bene Dion Rajagukguk              | Não Indicado         |
| Irão                 | World War III                                 | جنگ جهانی سوم (Jang-e jahāni-e sevvom)                      | Persa                                   | Houman Seyyedi                    | Não Indicado         |
| Iraque               | The Exam                                      | ئەزموون (Ezimûn)                                            | Curda                                   | Shawkat Amin Korki                | Não Indicado         |
| Irlanda              | The Quiet Girl                                | An Cailín Ciúin                                             | Irlandês                                | Colm Bairéad                      | Indicado             |
| Islândia             | Beautiful Beings                              | Berdreymi                                                   | Islandês                                | Guðmundur Arnar Guðmundsson       | Não Indicado         |
| Israel               | Cinema Sabaya                                 | סינמה סבאיא (Sinema Sabaya)                                 | Hebraico, Árabe                         | Orit Fouks Rotem                  | Não Indicado         |
| Itália               | Nostalgia                                     | Nostalgia                                                   | Italiano, Árabe                         | Mario Martone                     | Não Indicado         |
| Japão                | Plan 75                                       | Plan 75                                                     | Japonês, Tagalo                         | Chie Hayakawa                     | Não Indicado         |
| Jordânia             | Farha                                         | فرحة (Farha)                                                | Árabe, Hebraico, Inglês                 | Darin J. Sallam                   | Não Indicado         |
| Kosovo               | Looking for Venera                            | Në kërkim të Venerës                                        | Albanês                                 | Norika Sefa                       | Não Indicado         |
| Letônia              | January                                       | Janvāris                                                    | Lituano, Letão, Russo                   | Viestur Kairish                   | Não Indicado         |
| Líbano               | Memory Box                                    | دفاتر مايا (Dafatir mayā)                                   | Francês, Árabe Libanês, Inglês          | Joana Hadjithomas, Khalil Joreige | Não Indicado         |
| Lituânia             | Pilgrims                                      | Piligrimai                                                  | Lituano                                 | Laurynas Bareiša                  | Não Indicado         |
| Luxemburgo           | Icarus                                        | Icare                                                       | Francês, Inglês, Luxemburguês, Flamengo | Carlo Vogele                      | Não Indicado         |
| Macedônia do Norte   | The Happiest Man in the World                 | Најсреќниот човек на светот (Najsrekjniot Chovek Na Svetot) | Bósnio                                  | Teona Strugar Mitevska            | Não Indicado         |
| Malta                | Carmen                                        | Carmen                                                      | Maltês, Inglês                          | Valerie Buhagiar                  | Fora da lista final  |
| Marrocos             | The Blue Caftan                               | Le bleu du caftan                                           | Árabe                                   | Maryam Touzani                    | Indicado a Shortlist |
| México               | Bardo, False Chronicle of a Handful of Truths | Bardo, falsa crónica de unas cuantas verdades               | Espanhol, Inglês                        | Alejandro González Iñárritu       | Indicado a Shortlist |
| Moldávia             | Carbon                                        | Carbon                                                      | Romeno, Russo                           | Ion Borș                          | Não Indicado         |
| Mongólia             | Harvest Moon                                  | Эргэж ирэхгүй намар (Ergej irekhgüi namar)                  | Mongol                                  | Amarsaikhan Baljinnyam            | Não Indicado         |
| Montenegro           | The Elegy of Laurel                           | Elegija lovora                                              | Sérvio                                  | Dušan Kasalica                    | Não Indicado         |
| Nepal                | Butterfly on the Windowpane                   | ऐना झ्यालको पुतली (Ainaa Jhyal Ko Putali)                         | Nepalês                                 | Sujit Bidari                      | Não Indicado         |
| Noruega              | War Sailor                                    | Krigsseileren                                               | Norueguês, Alemão, Inglês               | Gunnar Vikene                     | Não Indicado         |
| Nova Zelândia        | Muru                                          | Muru                                                        | Maori, Inglês                           | Tearepa Kahi                      | Não Indicado         |
| Países Baixos        | Narcosis                                      | Narcosis                                                    | Holandês                                | Martijn de Jong                   | Não Indicado         |
| Palestina            | Mediterranean Fever                           | حمى البحر المتوسط (Ḥamaa albaḥr almutawasiṭ)                | Árabe                                   | Maha Haj                          | Não Indicado         |
| Panamá               | Birthday Boy                                  | Cumpleañero                                                 | Espanhol                                | Arturo Montenegro                 | Não Indicado         |
| Paquistão            | Joyland                                       | Joyland                                                     | Urdu                                    | Saim Sadiq                        | Indicado a Shortlist |
| Paraguai             | Eami                                          | Eami                                                        | Ayoreo                                  | Paz Encina                        | Não Indicado         |
| Peru                 | Moon Heart                                    | El corazón de la luna                                       | Espanhol                                | Aldo Salvini                      | Não Indicado         |
| Polónia              | EO                                            | IO                                                          | Polonês, Italiano, Inglês, Francês      | Jerzy Skolimowski                 | Indicado             |
| Portugal             | Alma Viva                                     | Alma Viva                                                   | Português, Francês                      | Cristèle Alves Meira              | Não Indicado         |
| Quênia               | TeraStorm                                     | TeraStorm                                                   | Suaíli, Inglês                          | Andrew Kaggia                     | Não Indicado         |
| Quirguistão          | Home for Sale                                 | Продается дом (Prodayetsya dom)                             | Quirguiz                                | Taalaibek Kulmendeev              | Não Indicado         |
| Reino Unido          | Winners                                       | Winners, برنده‌ها                                            | Persa                                   | Hassan Nazer                      | Não Indicado         |
| República Dominicana | Bantú Mama                                    | Bantú Mama                                                  | Francês, Espanhol                       | Ivan Herrera                      | Não Indicado         |
| Roménia              | Imaculat                                      | Imaculat                                                    | Romeno                                  | Monica Stan, George Chiper        | Não Indicado         |
| Senegal              | Xalé                                          | Xalé                                                        | Uolofe                                  | Moussa Sene Absa                  | Não Indicado         |
| Sérvia               | Darkling                                      | Mrak                                                        | Sérvio, Inglês, Italiano                | Dušan Milić                       | Não Indicado         |
| Singapura            | Ajoomma                                       | 花路阿朱妈 (Huā lù ā zhū mā)                                | Mandarim, Coreano, Inglês               | He Shuming                        | Não Indicado         |
| Suécia               | Cairo Conspiracy                              | Boy from Heaven                                             | Árabe                                   | Tarik Saleh                       | Indicado a Shortlist |
| Suíça                | A Piece of Sky                                | Drii Winter                                                 | Suíço-Alemão                            | Michael Koch                      | Não Indicado         |
| Tailândia            | One for the Road                              | วันสุดท้าย..ก่อนบายเธอ (Wạn s̄udtĥāy..K̀xn bāy ṭhex)              | Tailandês                               | Nattawut Poonpiriya               | Não Indicado         |
| Taiwan               | Goddamned Asura                               | 該死的阿修羅 (Gāisǐ de Āxiūluó)                             | Mandarim                                | Lou Yi-an                         | Não Indicado         |
| Tanzânia             | Tug of War                                    | Vuta N'Kuvute                                               | Suaíli, Inglês                          | Amil Shivji                       | Não Indicado         |
| Tunísia              | Under the Fig Trees                           | تحت الشجرة (Taht alshajara)                                 | Árabe                                   | Erige Sehiri                      | Não Indicado         |
| Turquia              | Kerr                                          | Kerr                                                        | Turco                                   | Tayfun Pirselimoğlu               | Não Indicado         |
| Ucrânia              | Klondike                                      | Клондайк (Klondaik)                                         | Ucraniano, Russo, Checheno, Holandês    | Maryna Er Gorbach                 | Não Indicado         |
| Uganda               | Tembele                                       | Tembele                                                     | Suaíli, Ancolé, Luganda                 | Morris Mugisha                    | Não Indicado         |
| Uruguai              | The Employer and the Employee                 | El empleado y el patrón                                     | Espanhol, Português, Francês            | Manolo Nieto                      | Não Indicado         |
| Venezuela            | The Box                                       | La caja                                                     | Espanhol                                | Lorenzo Vigas                     | Não Indicado         |
| Vietname             | 578 Magnum                                    | 578: Phát đạn của kẻ điên                                   | Vietnamita                              | Lương Đình Dũng                   | Não Indicado         |